# علي كافي
علي كافي، ولد في من 7 أكتوبر 1928 بالحروش في ولاية سكيكدة وتوفي في 16 أبريل 2013 بجنيف بسويسراو هو الرئيس الخامس للجزائر منذ الاستقلال. حكم الجزائر من 2 يوليو 1992 إلى 30 يناير 1994.
كان جنديًا محترفًا، وناشطًا في جبهة التحرير الوطني خلال حرب الجزائر، وعمل سفيرًا للجزائر في عدة دول بعد الاستقلال. خلف محمد بوضياف ليصبح، في الفترة من 2 يوليو 1992 إلى 30 يناير 1994، الرئيس الثاني للجنة العليا للدولة، وهي هيئة انتقالية لإدارة الدولة.

## سيرة
هو من عائلة ريفية تنتمي إلى الزاوية الرحمانية بدأ دراسته بالمدرسة الكتانية في قسنطينة بعد حفظه للقرآن على يد والده وكان معه بالمدرسة هواري بومدين.
انتقل إلى جامعة الزيتونة بتونس سنة 1950 لاستكمال دراسته. عاد للجزائر سنة 1952 ليدخل في الحياة السياسية، بعد أن طردته السلطات الفرنسية مع مجموعة من زملائه.

## حياته قبل الثورة الجزائرية
كان عضوا في حزب الشعب وساهم بالنضال فيه حتى أصبح مسؤول خلية ومن بعدها مسؤول مجموعة. في عام 1953 عين مدرسا من طرف حزبه حزب الشعب الجزائري في مدرسة حرة بسكيكدة.

## مساهمته في الثورة
ساهم بالثورة الجزائرية منذ اتصاله بديدوش مراد في نوفمبر 1954 وكانت بداية مشاركته على مستوى مدينة سكيكدة وبعدها التحق بجبال الشمال القسنطيني. وشارك في معارك أوت 1955 تحت قيادة زيغود يوسف. في أوت 1956 شارك في مؤتمر الصومام حيث كان عضوا مندوبا عن المنطقة الثانية. قام بقيادة المنطقة الثانية بين أعوام 1957 و1959.
في مايو 1959 التحق بتونس حيث دخل في عداد الشخصيات العشر التي قامت بتنظيم الهيئتين المسيرتين للثورة (الحكومة المؤقتة للجمهورية الجزائرية والمجلس الوطني للثورة الجزائرية). عند استقلال الجزائر في 1962 أصبح قائدا عسكريا برتبة عقيد

## بعد استقلالالجزائر
بعد الاستقلال عُيّن سفيرا للجزائر في تونس ثم مصر وبعدها سوريا ولبنان والعراق وإيطاليا وفي عهد الشاذلي بن جديد أُنهيت مهام علي كافي الدبلوماسية.
عُيّن أمينا عاما لمنظمة المجاهدين سنة 1990.

## رئيس الدولة الجزائرية
في 14 يناير 1992، عُيّن عضوا في المجلس الأعلى للدولة المكوّن بالإضافة له من علي هارون، خالد نزار والتيجاني هدام ثم صار رئيسا له في 2 جويلية إثر عملية اغتيال الرئيس محمد بوضياف. دامت فترة قيادته للدولة الجزائرية عبر المجلس الأعلى للدولة لغاية تسليمه السلطة لليامين زروال في 30 جانفي 1994. وبنهاية مهام المجلس الأعلى للدولة ابتعد علي كافي عن الأنظار ولم يتدخل لا في السياسة ولا في الإعلام بتصريحات، وابتعد كليا عن النظام السّياسي في الجزائر.

## رؤساء حكومات الجزائر خلال عهدته
| الترتيب | الصورة | اسم الرئيس       | بداية الرئاسة | نهاية الرئاسة | حزب انتماء                  | ملاحظة |
| ------- | ------ | ---------------- | ------------- | ------------- | --------------------------- | --- |
| -       |        | سيد أحمد غزالي   | 1991          | 1992          | جبهة التحرير الوطني         | كانت حكومة غزالي الثالثة تباشر اعمالها حين عين علي كافي رئيسا للمجلس الأعلى للدولة في 2 جويلية 1992 إلى غاية إنهائها في 18 جويلية 1992 |
| 1       |        | بلعيد عبد السلام | 1992          | 1993          | جبهة التحرير الوطني         | |
| 2       |        | رضا مالك         | 1993          | 1994          | التحالف الجمهوري الديمقراطي | |

## مذكراته
عاد للواجهة الإعلامية والسياسية بعد طبعه مذكراته التي نشرها سنة 1999 في كتاب تحت عنوان «مذكرات الرئيس علي كافي: من المناضل السّياسي إلى القائد العسكري، 1946-1962»، وما جاء في مذكّرات علي كافي لاقت معارضة شديدة من قبل بعض الشخصيات السياسية في الجزائر. 
ما يسجل عنه رفضه المشاركة في هيئة المشاورات التي ترأّسها عبد القادر بن صالح بطلب من الرئيس عبد العزيز بوتفليقة إثر أحداث الربيع العربي التي طالت الجزائر 
من المناضل السّياسي إلى القائد العسكري، 1946-1962
و بنهاية مهام المجلس الأعلى للدولة ابتعد علي كافي عن الأنظار حتّى بات من التاريخ أي لم يعد له وجود في دواليب النظام السّياسي، لكن عاد الرّجل إلى السّاحة من خلال مذكراته التي نشرها سنة 1999 في كتاب ” مذكرات الرّئيس علي كافي: من المناضل السّياسي إلى القائد العسكري، 1946-1962“،
و تناولت مذكرات الرئيس علي كافي أسباب قيام ثورة نوفمبر والصراع الذي قام بين المصاليين والمركزيين ويعتبر ان الانطلاقة الحقيقية للثورة كانت في 20 أغسطس 1959.
و ذكر فيها أحداثًا أزعجت البعض على غرار وزير الدّاخلية الحالي ورئيس جمعية قدامى مجاهدي وزارة التسليح والاتصالات (المالغ) دحو ولد قابلية الذي فنّد ما جاء في بعض أجزاء الكتاب المتعلّقة بقضية الشهيد عبان رمضان، فأكّد ولد قابلية: ” إنّ عبان رمضان لم يسعَ أبدًا إلى تسويةٍ ما مع الحكومة الفرنسية خفيةً عن هيئات الثورة مثلما لمّح إلى ذلك العقيد كافي في مذكراته.. ” وعلى هذا الأساس يبدو بأنّ ما جاء في مذكّرات علي كافي لاقت معارضة شديدة من قبل بعض الشخصيات الوطنية.
كما أنّ علي كافي ردّ على ما جاء في كتاب سعيد سعدي الذي نشره سنة 2010 بعنوان”عميروش، حياة، ميتتان ووصية”، حيث أكّد رئيس المجلس الأعلى للدولة السّابق بأنّ الرّاحليْن بوصوف وَ بومدين غير مسؤولين عن قضية استشهاد كل من العقيدين عميروش وَ سي الحواس سنة 1959 ولم يدلّا السلطات الفرنسية على مكانهما، وكذا تفنيده لتورّط “المالغ” في مقتل الشهيدين.
لكن يبقى ما جاء في مذكّراته والتي قد تأتي في مذكّرات أخرى تروي أحداثًا غير معروفة إلى حدّ الآن، جرت وقائعها في فترة جدّ صعبة للجزائر، فهل سيكون علي كافي مفتاحًا لمعرفة مرحلة ما بعد الرّاحل بوضياف ؟
و قد تطرق إلى الجوانب الحساسة من تاريخ الثورة الجزائرية وأبرزها قضية «ضباط فرنسا».
وكشفت المذكرات عن تغلغل عدد مما يعرفون في الجزائر بـ«ضباط فرنسا»، وهم الضباط الذين كانوا منخرطين في الجيش الفرنسي والتحقوا في وقت متأخر بالثورة الجزائرية، في مناصب حساسة وتأثيرهم على التوجهات السياسية للجزائر، وتحكمهم في سلطة القرار بعد الاستقلال.
وأثار ذلك لغطاً سياسياً وإعلامياً كبيراً، ما دفع بوزير الدفاع الجزائري السابق خالد نزار إلى رفع دعوى قضائية في محكمة الجزائر، والتي أصدرت حكماً بسحب الكتاب من المكتبات، وإعادة طبعه بعد إلغاء الصفحات مثار الجدل.

## وفاته
أعلنت الجزائر حدادا عاما لمدة 8 أيام تنكس فيها الأعلام ابتداء من 16 أفريل 2013 بعد إعلان وفاته ونقل جثمانه من المطار لبيته الكائن في حي حيدرة بالجزائر العاصمة وعرض جثمانه في اليوم الموالي 17 أفريل 2013 بقصر الشعب ودفن في اليوم نفسه بعد صلاة الظهر بمربع الشهداء بمقبرة العالية في الجزائر العاصمة.
بوفاته تكون الجزائر قد فقدت ثلاثة رؤساء خلال عام واحد تقريبا، أولهم أحمد بن بلة في 11 أبريل 2012، ثم الشاذلي بن جديد في 06 أكتوبر 2012، فعلي كافي بتاريخ وفاته. .

## وصلات خارجية
- علي كافي على موقع مونزينجر (الألمانية)

- موقع رئاسة الجمهورية الجزائرية